# Der Planck-Sprung
Der Planck-Sprung (im Original The Planck Dive) ist eine Science-Fiction-Kurzgeschichte des australischen Schriftstellers Greg Egan, zuerst veröffentlicht in Asimov’s Science Fiction im Februar 1998 sowie ebenfalls erschienen in der Sammlung Luminous aus Kurzgeschichten von Greg Egan. Eine deutsche Übersetzung erschien in der Anthologie „Das Jahr der Maus“ im Jahr 2000. Die Kurzgeschichte wurde ebenfalls in verschiedene andere Sprachen übersetzt, darunter Französisch, Spanisch, Italienisch, Chinesisch und Japanisch. Die chinesische Übersetzung erschien dabei im Magazin Science Fiction World.

## Handlung
Seit dreihundert Jahren kreist die Polis Cartan (benannt nach Élie Cartan) im Orbit um das Schwarze Loch Chandrasekhar (benannt nach Subrahmanyan Chandrasekhar) in einer Entfernung von siebenundneunzig Lichtjahren zur Erde. Zur Überprüfung moderner Theorien wie etwa dem Kumar- und Santini-Modell werden digitale Kopien von Freiwilligen in Form von Photonen in Richtung des Ereignishorizontes geschossen, die dadurch jedoch auf den sicheren Tod zurasen. Dabei können ihre Daten über den Tunneleffekt an die Polis Cartan übermittelt werden, müssen jedoch weit hinaustunneln, um kein Paradoxon mit dem sich von außen aufgrund von Zeitdilatation immer weiter verlangsamenden Fall zu erzeugen. Letztendlich bestätigen die Daten keines der Modelle. Ein möglicher Gedanke, bis zurück zum Urknall zu blicken, da sich innerhalb des Schwarzen Loches aufgrund eines geneigten Zukunftslichtkegels die Rollen von Raum und Zeit vertauschen (also dann im Raum nur eine Richtung möglich ist, nämlich weiter in das Schwarze Loch, während in der Zeit beliebige Bewegungen möglich werden) stellt sich als unmöglich heraus.

## Hintergrund
Die Kurzgeschichte war 1999 für den Hugo Award in der Kategorie „Beste Kurzgeschichte“ nominiert worden.

## Kritik
Karen Burnham schreibt in Strange Horizons, jedoch zu einer Kritik von The Eternal Flame von Greg Egan mit einem Rückblick auf Der Planck-Sprung, dass dessen Entstehung während der 1990er (ebenso wie Diaspora) nahelegt, dass seine Arbeit als Versuch einer Stellungnahme gesehen werden kann, dass die Leidenschaft für Wissenschaft genauso intensiv, bedeutungsvoll und aufregend sein kann wie ein actiongeladenes Weltraumoper oder ein introspektives Charakterdrama. („We can see Egan's work as attempting to make a statement that the passion for and understanding of science can be every bit as intense, meaningful, and exciting as an action-packed space opera or introspective character drama.“) Dabei schwimme Greg Egan gegen den Strom der westlichen Kultur, welche die Technologie wertschätzt, aber reine Wissenschaft als langweilig und schwer empfindet. („In this quest he is swimming upstream against the constant tide of Western culture that appreciates what technology has to offer but regards pure science as uniformly dull and difficult.“)